# Ouled Chamekh
Ouled Chamekh este un oraș în Guvernoratul Mahdia, Tunisia.